# Pago provisional mensual (Chile)
El Pago provisional mensual (PPM) es un abono provisorio a un fondo para cubrir el impuesto a la renta  en Chile, que se calcula sobre las ventas o ingresos netos (sin IVA) que debe ser pagado mensualmente, trámite que se realiza paralelamente con la declaración del IVA y las retenciones de impuestos. Este pago provisional mensual debe realizarse durante los primeros doce días de cada mes, a través del formulario 29 del Servicio de Impuestos Internos (SII) en los bancos e instituciones financieras acreditadas por este servicio.
Cuando finaliza cada año, se determina el impuesto total a pagar, descontando los PPM ya pagados durante el período. Estos pagos no constituyen un impuesto adicional, sino que permiten a las empresas distribuir su carga tributaria de manera más equitativa a lo largo del año. En lugar de realizar un solo pago al final, las empresas efectúan pagos parciales mensuales, facilitando su flujo de caja y evitando una acumulación importante de deuda tributaria al cierre del año fiscal.
El PPM se compone de tres elementos: la base imponible, que corresponde al monto de las ventas netas mensuales; la tasa, la cual se determina según el inicio de actividades de la empresa y puede variar de acuerdo con el régimen fiscal al que pertenezca; y el PPM neto determinado, que es el resultado de aplicar la tasa sobre la base imponible, el cual debe ser reportado y pagado mediante el formulario N°29 del Servicio de Impuestos Internos (SII). 
Adicionalmente al concepto anterior, existe un abono provisorio opcional adicional que las empresas pueden realizar en Chile, el cual se llama PPM Voluntario. Este, busca exactamente el mismo objetivo de reducir el impuesto a la renta que se deberá pagar la declaración de renta. A diferencia del PPM que se ha mencionado, en el PPM Voluntario no hay un monto específico ni una fórmula para calcularlo: es la misma empresa la que decide cuánto y cuándo pagar a través del Formulario N°50 del SII. Esta opción es útil para quienes quieren evitar grandes desembolsos al final del año fiscal, permitiendo planificar mejor su flujo de caja y evitar sorpresas en su carga tributaria anual. 

## Cálculo
El monto de estos pagos provisionales se calcula sobre la base de una fórmula que establece la Ley de Renta, considerando un porcentaje variable que se aplica a los ingresos brutos de cada mes y que es determinado anualmente. En el caso de las empresas que recién están cursando su primer año tributario, el monto de estos pagos equivale al 1% de los ingresos obtenidos.
Además de pagar obligatoriamente los PPM, la empresa puede efectuar pagos provisionales voluntarios por cualquier cantidad, ya sea de manera esporádica o permanente, durante cualquier día hábil del mes en la Tesorería.
El monto de los PPM varía según varios factores, como el régimen tributario y los años de funcionamiento de la empresa. Mientras que la tasa base para empresas nuevas es de 1% sobre los ingresos netos, este porcentaje puede ajustarse. Por ejemplo, para las PYMEs en régimen Pro Pyme General, la tasa es de 0,25%, mientras que en Pro Pyme Transparente es de 0,2%. Sin embargo, en ambos casos, si los ingresos superan las 50.000 UF, la tasa aumenta a 0,5%. En el Régimen General (Semi Integrado), la tasa inicial es del 1%. 
La Fórmula para calcular el PPM en el Formulario 29 es:
Ingreso Bruto (base imponible) x Tasa de PPM = PPM Neto determinado

## Suspensión de los PPM
En el caso de que la empresa tuviera pérdidas en un año comercial, podrá suspender los pagos provisionales correspondientes a las ventas netas del primer trimestre del año comercial siguiente. Si las pérdidas continúan, podrá solicitar que se le suspendan nuevamente los pagos, pero apenas se produzca alguna utilidad en algún trimestre, deben reanudarse los PPM correspondientes a los ingresos brutos del trimestre inmediatamente siguiente.
Si la empresa pretende suspender los PPM, debe poner a disposición del Servicio de Impuestos Internos un estado de pérdidas y ganancias acumuladas.